# Raymond Schroyens

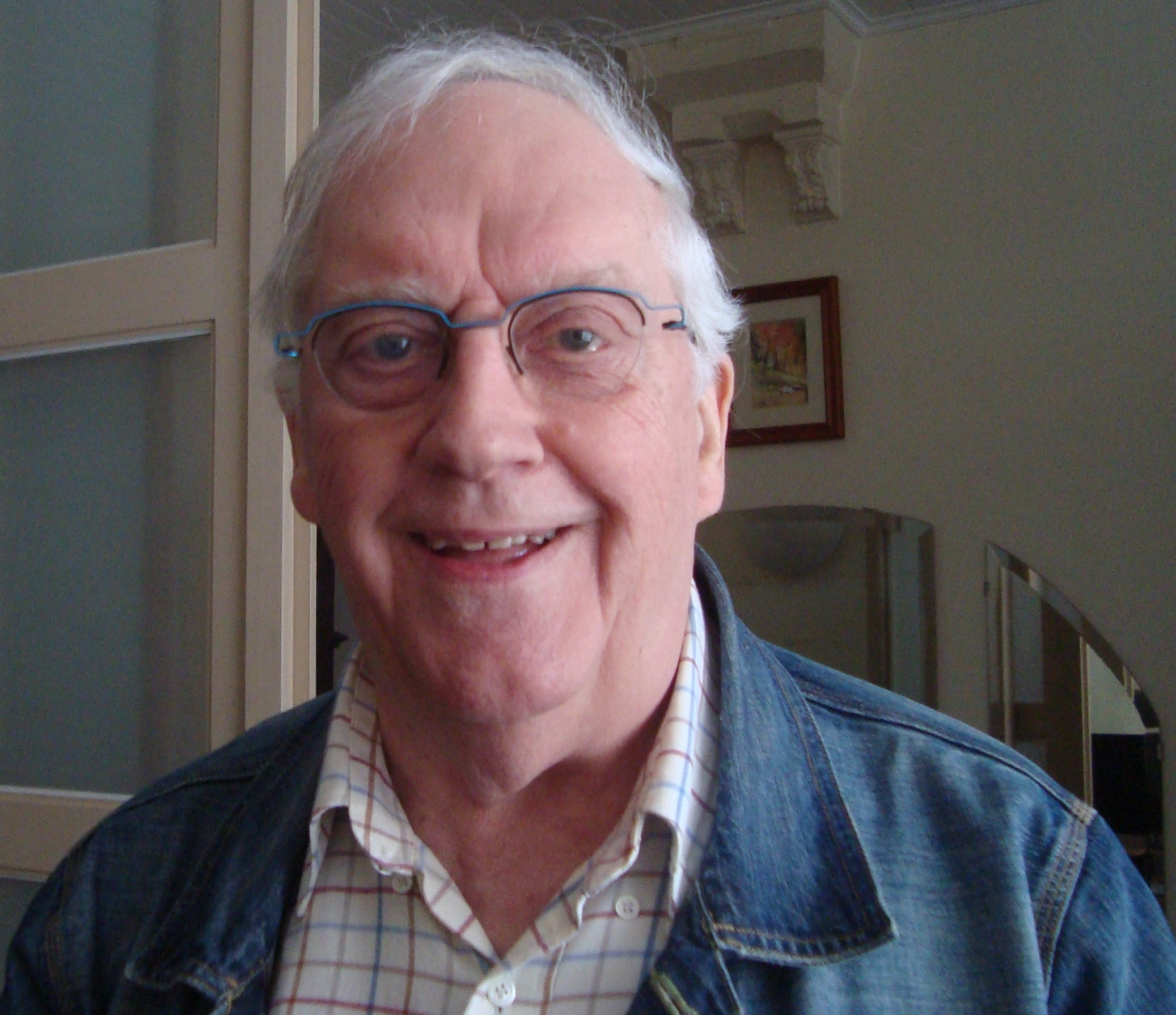
Raymond Schroyens in 2017

Raymond Schroyens (Mechelen, 14 maart 1933 – Gent, 13 juli 2021) was een Belgisch klavecinist, organist en componist.

## Levensloop
Schroyens was negen toen hij als koorknaap in het befaamde Mechelse Sint-Romboutskoor in contact kwam met Jules Van Nuffel en Flor Peeters. In 1950 begon hij zijn muzikale opleiding aan het Lemmensinstituut, volgde er lessen bij Staf Nees, Marinus de Jong en Jules Van Nuffel en werd laureaat. Hij studeerde verder orgel aan het Koninklijk Vlaams Conservatorium in Antwerpen bij Flor Peeters en behaalde een Eerste prijs. Vervolgens deed hij legerdienst.
Van 1958 tot 1960 was hij als kapelmeester en organist verbonden aan de Sint-Alfonsuskathedraal in Dearborn, Michigan (VS). Zijn contacten met Ralph Kirkpatrick oriënteerden hem volledig naar het klavecimbel. Van 1960 tot 1963 was hij muziekleraar en koorleider aan het Scheppersinstituut in Mechelen en het Sint-Stanislascollege in Berchem. 
In 1963 werd hij producer bij de BBC en studeerde verder klavecimbel bij Thurston Dart. In 1965 begon hij aan een administratieve loopbaan bij de klassieke zender Radio 3 van de BRT, die hij in 1995 beëindigde. 
Van 1962 tot 1972 speelde hij klavecimbel bij het door hem gestichte ensemble 'Concertino J.B. Loeillet' in Mechelen. Van 1970 tot 1993 was hij leraar klavecimbel aan het Koninklijk Conservatorium van Brussel. Van 1975 tot 1988 was hij ook leraar klavecimbel aan het Stedelijk Muziekconservatorium in Mechelen. In 1967 behaalde hij de Bulgaarse Staatsprijs voor pianobegeleiding van operaliederen.
In 1971 was hij jurylid voor het internationaal klavecimbelconcours, in het kader van het Festival Musica Antiqua in Brugge
Schroyens was actief binnen een aantal organisaties, zoals:
- Festival van Vlaanderen Mechelen (1983-2000),
- voorzitter van Ars Organi Mechelen (1994-1999)
- voorzitter van de Vlaamse Federatie voor Jonge Koren, Gent (1996-1997).

Als componist heeft hij een paar honderd werken geschreven voor zang (solo en koor), klavierinstrumenten, muziekensembles en beiaard. 
Hij is de vader van de componist Daniel Schroyens (°1961). Zijn werken werden uitgegeven bij (onder andere) Edition Peeters, De Notenboom, het ANZ, en Euprint.